# La Baume-d'Hostun
La Baume-d'Hostun è un comune francese di 514 abitanti situato nel dipartimento della Drôme della regione dell'Alvernia-Rodano-Alpi.

## Società

### Evoluzione demografica
Abitanti censiti